# رالف بي بواس جونيور
رالف بي بواس جونيور (بالإنجليزية: Ralph P. Boas, Jr.)‏ هو أستاذ جامعي ورياضياتي أمريكي، ولد في 8 أغسطس 1912 في والا والا في الولايات المتحدة، وتوفي في 25 يوليو 1992 في سياتل في الولايات المتحدة.